# Cerkiew św. Aleksandra Newskiego w Prużanie
Cerkiew pod wezwaniem św. Aleksandra Newskiego – prawosławna cerkiew parafialna w Prużanie. Należy do dekanatu prużańskiego eparchii brzeskiej i kobryńskiej Egzarchatu Białoruskiego Patriarchatu Moskiewskiego.
Świątynia znajduje się przy ulicy Grzegorza Szyrmy.
Budowę cerkwi rozpoczęto w 1857, ukończono w 1880. Jest to murowana trójnawowa bazylika w stylu neoklasycystycznym. Nad przedsionkiem nadbudowana wieża-dzwonnica o dwóch kondygnacjach (dolnej czworobocznej i górnej ośmiobocznej), zwieńczona kopułą z latarnią. Część centralna (nawowa) na planie prostokątna. Prezbiterium na planie koła, zwieńczone – osadzoną na dwukondygnacyjnym bębnie – dużą kopułą z latarnią. Zewnętrzne ściany zdobione pilastrami, gzymsami i różnokształtnymi niszami. Nad drzwiami (głównymi i obydwoma bocznymi) znajdują się trójkątne frontony.